# Франц Хайнрих фон Саксония-Лауенбург
Франц Хайнрих фон Саксония-Лауенбург (на немски: Franz Heinrich von Sachsen-Lauenburg, * 9 април 1604, † 26 ноември 1658) е принц от Саксония-Лауенбург.
Франц Хайнрих е деветият и най-малък син на херцог Франц II фон Захсен-Лауенбург (1547 – 1619) и втората му съпруга Мария (1566 – 1626), дъщеря на херцог Юлий от Брауншвайг-Волфенбютел.
Кръстник на принца е френския крал Анри IV. В наследствен договор той признава с братята си през 1619 г. управлението на по-големия му полубрат Аугуст и получа годишна рента от 2500 имперски талери.
След пристигането на шведския крал Густав II Адолф в Пенемюнде през 1630 г. той постъпва при него на служба и печели неговата привързаност. От него той получава подарък манастирското имение Мариенфлис в Померания. Като полковник той се бие при генерал Банер.
Той е приет в литературното общество Fruchtbringende Gesellschaft. Франц Хайнрих резидира в дворец Францхаген и заради своята стистнатост е наричан с името „Franz Drögbrod“.

## Фамилия
Франц Хайнрих се жени на 13 декември 1637 г. в Трептов ан дер Рега за Мария Юлиана (1612 – 1665), дъщеря на граф Йохан VII фон Насау-Зиген, с която има децата:
- Катарина Мария (1640 – 1641)
- Христина Юлиана (1642 – 1644)
- Ердмута София (1644 – 1689)

∞ 1665 херцог Густав Рудолф фон Мекленбург-Шверин (1632 – 1670)
- Франц (*/† 1645)
- Елеонора Шарлота (1646 – 1709)

∞ 1676 херцог Христиан Адолф фон Шлезвиг-Холщайн-Зондербург-Францхаген (1641 – 1702)
- Ердман (1649−1660)

Франц Хайнрих има и две извънбрачни деца.